# Anntonia Porsild
Anntonia Porsild Marthaya (tiếng Thái: แอนโทเนีย โพซิ้ว; sinh ngày 3 tháng 11 năm 1996) là một diễn viên, người mẫu. Cô mang trong mình hai dòng máu Đan Mạch và Thái Lan. Cô từng đăng quang Hoa hậu Siêu quốc gia 2019 và trở thành người Thái Lan đầu tiên giành chiến thắng ở đấu trường sắc đẹp này. Tháng 8 năm 2023, cô tiếp tục tham dự Hoa hậu Hoàn vũ Thái Lan 2023 và xuất sắc đăng quang. Đến tháng 11 năm 2023 cô đại diện chinh chiến tại Hoa hậu Hoàn vũ 2023 được diễn ra ở El Salvador và đạt vị trí Á Hậu 1 Hoa hậu Hoàn vũ 2023. Anntonia Porsild Marthaya cũng đã được chuyên trang sắc đẹp "Beauty Of The Year" công nhận là người "Người phụ nữ truyền cảm hứng của năm" 2024.

## Tiểu sử và giáo dục

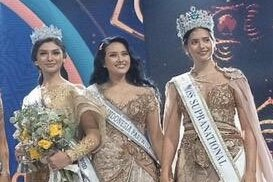
Anntonia (trái) trong đêm chung kết Hoa hậu Indonesia 2020 cùng Hoa hậu Siêu quốc gia Indonesia 2019 Jesica Fitriana Martasari (giữa) và Hoa hậu Siêu quốc gia Indonesia Jihane Almira Chedid (phải).

Porsild được sinh ra ở Ấn Độ. Bố cô là Morten Porsild, công dân Đan Mạch và mẹ là người Thái Lan Tanradee (Nee) Porsild. Cô có 1 em trai là Christopher Porsild. Thời thơ ấu, cô đã sống ở nhiều quốc gia khác nhau: Ấn Độ, Đan Mạch, Tây Ban Nha, Thái Lan và Thành phố Hồ Chí Minh của Việt Nam.
Giai đoạn 2015 - 2017, cô theo học Trường Quốc tế Thành phố Hồ Chí Minh ở Việt Nam. Porsild đã học quan hệ công chúng và truyền thông tại Trường Kinh doanh EU ở Barcelona, Tây Ban Nha vào năm 2017. Cô ấy hiện đang theo học chương trình Bằng cử nhân,  Cử nhân nghệ thuật (BA) trong  Quan hệ công chúng, quảng cáo và truyền thông ứng dụng của Đại học quốc tế Stamford ở Băng Cốc, Thái Lan.

## Cuộc thi sắc đẹp
Porsild bắt đầu tham gia các cuộc thi sắc đẹp vào năm 2019. Cô đăng quang Hoa hậu Siêu quốc gia Thái Lan 2019.

### Hoa hậu Siêu quốc gia 2019
Giành được vương miện, cô trở thành đại diện của Thái Lan tại Hoa hậu Siêu quốc gia 2019. Trong đêm chung kết, cô xuất sắc đoạt vương miện, trở thành người Thái Lan đầu tiên đăng quang cuộc thi.

### Hoa hậu Hoàn vũ Thái Lan 2023
Ngày 20 tháng 8 năm 2023, Anntonia xuất sắc đăng quang ngôi vị Hoa hậu Hoàn vũ Thái Lan 2023, qua đó cô đã giành được suất tham gia cuộc thi Hoa hậu Hoàn vũ 2023 tại El Salvador vào cuối năm 2023.

### Hoa hậu Hoàn vũ 2023
Đêm 18 tháng 11 năm 2023 theo giờ địa phương, chung kết cuộc thi Hoa hậu Hoàn vũ 2023 diễn ra tại San Salvador, El Salvador với 84 thí sinh. Cô đã cán đích với vị trí Á hậu 1 Hoa hậu Hoàn vũ 2023, ngôi vị Hoa hậu thuộc về người đẹp Nicaragua, Sheynnis Palacios.
Sau cuộc thi, cô trở về Thái Lan với sự chào đón nồng nhiệt của người dân và là người duy nhất của quốc gia này bước chân vào top 3 của cuộc thi sau 35 năm kể từ chiến thắng của Hoa hậu Hoàn vũ 1988.

## Giải thưởng và đề cử
| Year | Giải thưởng                      | Hạng mục            | Người cùng đồng hạng | Kết quả             | Chiến thắng |
| ---- | -------------------------------- | ------------------- | -------------------- | ------------------- | ----------- |
| 2021 | HOWA Awards 2020/9th Anniversary | Hall of Fame Awards | N/A                  | Bản mẫu:Chiến thắng |             |